# Криворучко Олег Васильович
Оле́г Васи́льович Кривору́чко (нар. 10 листопада 2004, Кременчук, Полтавська область, Україна) — український футболіст, центральний півзахисник ковалівського «Колоса».

## Життєпис
Народився в Кременчуку. Вихованець місцевого «Кременя», перший тренер — Антон Леонідович Диндіков. У ДЮФЛУ з 2017 по 2020 рік виступав за полтавську «Ворсклу».
Наприкінці серпня 2020 року опинився у структурі «Колоса». У сезоні 2020/21 років виступав за ковалівську команду в юнацькому та молодіжному чемпіонатах України. Вперше до заявки першої команди потрапив 4 грудня 2021 року, на переможний (1:0) виїзний поєдинок Прем'єр-ліги України проти харківського «Металіста 1925». Олег просидів усі 90 хвилин на лаві запасних. 13 липня 2022 року підписав з командою перший професійний контракт. За основну команду «Колоса» дебютував уже наступного сезону, 9 квітня 2023 року в переможному (3:0) домашньому поєдинку 20-го туру Прем'єр-ліги України проти харківського «Металіста 1925». Криворучко вийшов на поле на 81-й хвилині замість Андрія Богданова, а на 83-й хвилині отримав жовту картку.